# Galeria Tęcza
Galeria Tęcza – centrum handlowo-usługowo-rozrywkowe, zlokalizowane przy ul. 3 Maja 1 w Kaliszu, ok. 400 m od Głównego Rynku; otwarte 22 października 2011 w miejscu dawnego megasamu „Tęcza”.
Architektura budynku nawiązuje do modernizmu. Wewnątrz galerii znajduje się m.in. ok. 80 sklepów, restauracje, kawiarnie, kino Cinema 3D z pięcioma salami kinowymi, klub fitness oraz plac zabaw dla dzieci.
Całkowita powierzchnia obiektu wynosi 33 750 m2.
Zarządcą galerii jest firma EPP sp. z o.o.